# Andrew Form
Andrew Form, född 3 februari 1969 i New York, är en amerikansk filmproducent. Han är känd för att ha producerat filmer som Friday the 13th, Teenage Mutant Ninja Turtles, och The Purge. Han är även medgrundare av produktionsbolaget Platinum Dunes, tillsammans med Michael Bay och Brad Fuller.
Form var mellan åren 2007 och 2021 gift med skådespelerskan Jordana Brewster, med vilken han har två söner, födda  2013 och 2016. Sedan juni 2022 är han istället gift med skådespelerskan Alexandra Daddario.

## Filmografi (i urval)

### Filmer
- 1998 – Kissing a Fool
- 2001 – The Shrink Is In
- 2003 – The Texas Chainsaw Massacre
- 2005 – The Amityville Horror
- 2006 – The Texas Chainsaw Massacre: The Beginning
- 2007 – The Hitcher
- 2009 – The Unborn
- 2009 – Horsemen of the Apocalypse
- 2009 – Friday the 13th
- 2010 – A Nightmare on Elm Street
- 2013 – The Purge
- 2014 – The Purge: Anarchy
- 2014 – Teenage Mutant Ninja Turtles
- 2014 – Ouija
- 2015 – Project Almanac
- 2016 – Teenage Mutant Ninja Turtles: Out of the Shadows
- 2016 – The Purge: Election Year
- 2016 – Ouija: Origin of Evil
- 2018 – A Quiet Place
- 2018 – The First Purge
- 2018 – Slender Man
- 2020 – A Quiet Place Part II
- 2021 – The Forever Purge
- 2024 – A Quiet Place: Day One
- 2024 – IF: Låtsaskompisar
- 2024 – Apartment 7A

### TV-serier
- 2014 – Black Sails (TV-serie)
- 2014–2015 – The Last Ship (TV-serie)